# 凡弗爾島
凡弗爾島（英語：Fanfare Island）是南極洲的島嶼，位於威廉群島中阿根廷群島的一部分，由英國南極名稱諮詢委員會命名，現時由南極條約體系管理。